# Michele III
Michele III, detto l'Ubriacone (in greco Μιχαήλ Γ΄ ὁ Μέθυσος?, Mikhaēl III) (Costantinopoli, 19 gennaio 840 – Costantinopoli, 25 settembre 867), è stato un imperatore bizantino.
Fu Basileus dei Romei dal gennaio 842 fino alla sua morte, ma di fatto lo fu effettivamente dall'855. L'impero fu retto in precedenza da sua madre, l'imperatrice Teodora Armena.

## Dall'infanzia e reggenza di Teodora al trono solitario

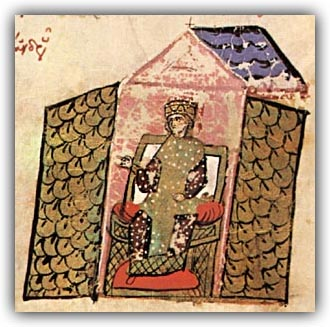
Immagine rappresentante Michele III.

Figlio di Teofilo, della dinastia amoriana, e di Teodora, nacque nell'840 e successe al padre nell'842, a soli due anni, sotto la reggenza della madre. Durante la minore età di Michele, l'impero fu governato dalla madre Teodora, suo zio Sergio ed il ministro Teoctisto. L'imperatrice-madre, contraria alla politica iconoclasta del precedente Imperatore, depose il Patriarca Giovanni VII Grammatico e lo sostituì con l'iconodulo Metodio I nell'843. Con questo ebbe fine il secondo periodo iconoclastico: ciò causò la rivolta dei pauliciani, i quali si rifiutarono di riconoscere il culto delle icone (per loro paragonabile all'idolatria pagana) ed iniziarono perciò a collaborare con gli arabi affinché conquistassero la Cappadocia, cuore del paulicianesimo e thema bizantino a confine con i territori arabi.
Sempre nell'843 le incursioni arabe non lasciavano scampo all'impero, il quale subì ripetute sconfitte nel sud Italia, a Creta e lungo le coste dell'Asia Minore. Tuttavia, grazie ad una sapiente gestione delle finanze imperiali condotta da Teoctisto, nell'853 il governo di Reggenza riuscì ad organizzare una flotta imponente, costituita da ben 300 navi in totale, le quali affrontarono e vinsero la flotta araba nell'Egeo e lungo le coste della Siria: il Califfato abbaside, al seguito di questa sconfitta ed alle prese con una crisi dinastica interna, preferì accettare le condizioni dell'impero e firmare una tregua.
Nell'856 alla Reggenza non rimaneva che sistemare i pauliciani, complici delle incursioni arabe: l'esercito fu affidato al valente generale Petronas, fratello dell'imperatrice-madre Teodora, il quale vinse gli eversori. A questo punto si scelse di trapiantare i responsabili ribelli in Tracia, affinché lontani dalla terra natia e dagli altri pauliciani smarrissero il fervore ribelle. Successivamente l'esercito si spinse nei Balcani, dove soggiogò le popolazioni slave lì insediatesi e le rese tributarie dell'impero.
Mentre l'imperatore cresceva, in seno alla corte nacquero due fazioni divergenti sull'educazione del giovane Michele: da una parte la fazione di sua madre, di suo zio Sergio e del ministro Teoctisto; dall'altra quella di altri due suoi zii, Bardas e Petronas. I primi accusavano i secondi di portare Michele sulla cattiva strada, facendogli condurre una vita libertina, edonistica e peccaminosa: ma agli occhi di Michele suo zio Bardas diventava sempre più prezioso e modello di riferimento. Dal canto suo Bardas cercava invece di persuadere Michele ad allontanarsi dagli oppressivi precetti materni: così, Bardas riuscì a farsi nominare cesare dal giovane Michele.
Nell'855 Teodora e Teoctisto si imposero contro la volontà dell'imperatore e gli impedirono di sposare Eudocia Ingerina, figlia di un ufficiale della guardia variaga, costringendolo invece a convolare a nozze con un'aristocratica, vale a dire Eudocia Decapolitissa. Fu in questa circostanza che entrò in gioco tutta la spregiudicatezza e la bramosia di potere di Bardas: questi, infatti, al fine di guadagnare potere e prestigio, convinse il giovane Michele che alcuni membri della corte stessero remando costantemente contro la sua volontà, privandolo della sua autorità imperiale e bocciando le sue legittime decisioni. Pertanto, nello stesso anno Bardas convinse Michele a lasciargli assassinare il ministro Teoctisto: Michele accettò e Bardas consumò il delitto.
Fu per le stesse ragioni che Bardas, ancora una volta, nel marzo dell'856 persuase Michele a porre fine alla reggenza ed a farsi incoronare imperatore, mentre nell'857 riuscì a far sì che Michele, divenuto unico sovrano col nome di Michele III, si sbarazzasse finalmente degli ultimi ostacoli al suo libero e legittimo esercizio del potere, ovvero l'imperatrice-madre e le sorelle: fu così che le relegò in monastero.

## Politica estera
Nell'855 il cesare Bardas dichiarò guerra ai Bulgari: obiettivo della guerra era strappare ai Bulgari il controllo di numerose città un tempo parte dell'impero bizantino, nonché ottenere il controllo del Golfo di Burgas e dei suoi ricchi porti. Divenuto imperatore nell'anno successivo, le armate imperiali furono condotte in guerra direttamente da Michele III e da Bardas, cosicché già nello stesso anno poterono trionfalmente riconquistare Filippopoli, Develtos, Anchialo, Mesembria e numerose altre città sotto il controllo dei Bulgari, ponendo fine alla guerra.
Michele III si impegnò in numerose spedizioni militari contro gli Abbasidi, tra l'856 e l'863, conducendo personalmente le armate in guerra, con cui assediò la città di Samosata. Nell'860 fu temporaneamente costretto a far marcia indietro verso la capitale, la "Nuova Roma", poiché posta d'assedio dai Rus'. Nell'863 l'esercito guidato da suo zio, il generale Petronas, vinse abilmente le armate arabe nella battaglia di Lalakaon: i bizantini ripresero il controllo della regione di Melitene e posero fine all'espansione abbaside, spianando il terreno alle conquiste future. Come da tradizione romana, al vittorioso generale Petronas fu concesso il trionfo nella capitale.

## Politica interna e relazioni ecclesiastiche

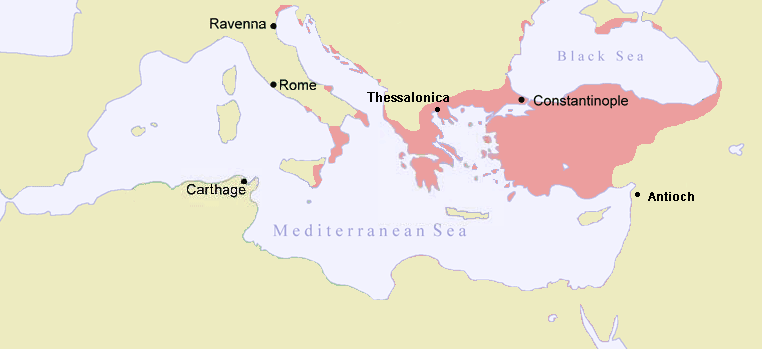
L'Impero bizantino alla morte di Michele III.

Nell'858 un giovane studioso di legge da poco entrato nell'ordine sacro, Fozio, convinse Michele III a nominarlo Patriarca di Costantinopoli al posto di Ignazio I, il quale nell'847 era stato designato dall'imperatrice-madre Teodora come sostituto di Metodio I, morto in quell'anno per cause naturali: Ignazio rappresentava dunque l'ennesimo fautore di quella parte di corte che, secondo Bardas e Fozio, illegittimamente si arrogavano l'esercizio del potere al posto di Michele. Comunque, grazie alla sapienza di Fozio ed all'astuzia di Bardas, in quegli anni Michele III si impegnò in una gran manovra di restauro e manutenzione di numerose città dell'impero, guadagnandosi la stima del popolo ed il favore degli intellettuali, i quali plaudirono l'iniziativa con cui Fozio e Michele III riorganizzarono l'Università Imperiale.
Nell'863 su iniziativa di Fozio, Michele III incaricò i monaci Cirillo e Metodio di cristianizzare il Khaganato dei Kazari: adattando l'alfabeto greco ai fonemi ed i suoni slavi, Cirillo inventò un alfabeto per quei popoli, successivamente rinominato "cirillico" proprio in onore del monaco.
Sempre nell'863 Papa Niccolò I si schierò in favore del deposto Ignazio e non riconobbe Fozio quale legittimo successore al Patriarcato costantinopolitano. Allora Michele III organizzò un sinodo a Costantinopoli che si ebbe nell'867 ed in cui furono invitati altri patriarchi ecumenici, incluso lo stesso Papa Niccolò: i patriarchi scomunicarono il Papa, reo di essere eretico nelle liturgie a causa del filioque. Tale evento verrà conosciuto come "scisma di Fozio".

## La congiura e le considerazioni sul suo Impero

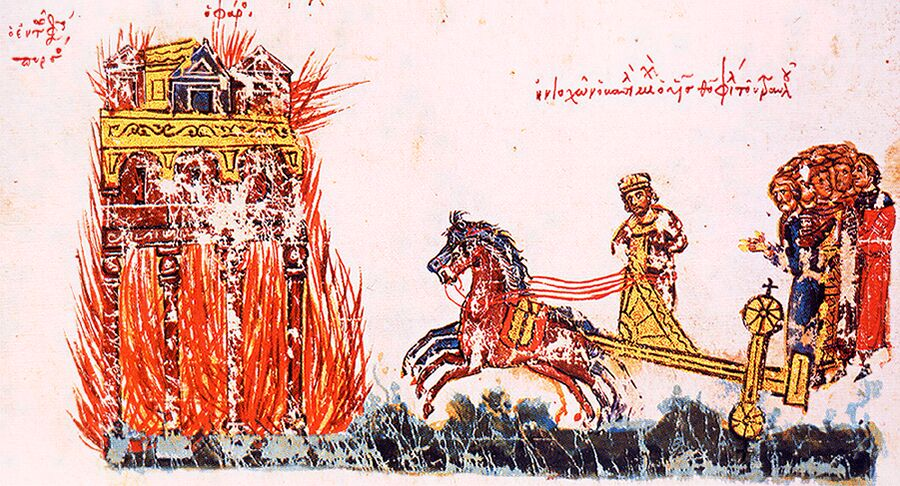
Michele III davanti alla chiesa di St. Mamas.

Non solo Michele III non fu mai felice per aver sposato la basilissa Eudocia Decapolitissa, ma da questa nemmeno riusciva ad avere degli eredi. La sua relazione con Eudocia Ingerina, invece, era ripresa sin dalla reclusione di Teodora in convento: tuttavia, non volendo rischiare scandali ed inimicarsi il clero, Michele III non scelse mai di divorziare dalla moglie per sposare Ingerina. Preferì invece far sposare Ingerina al suo gran ciambellano, Basilio, il quale a sua volta ottenne le attenzioni e la disponibilità "more uxori"  della sorella dell'imperatore Tecla, che fu per queste ragioni liberata dalla clausura alla quale era stata costretta insieme alla madre Teodora.
Basilio, divenuto sempre più influente, ottenne da Michele III il permesso di poter uccidere Bardas nell'aprile dell'866, facendolo accusare di cospirazione contro l'imperatore, ed ottenne addirittura di essere adottato (e dunque reso erede) dall'Imperatore ed associato al trono nel maggio dello stesso anno come co-imperatore. Sul perché Michele III avesse acconsentito a tanto, potrebbe esserci una spiegazione logica che però non è stata totalmente confermata dagli storici: parrebbe che il piccolo Leone, ufficialmente figlio di Basilio ed Ingerina, fosse in realtà figlio del suo amante Michele III. Adottando come suo erede Basilio, Michele III si assicurava che in seguito l'Impero sarebbe passato a suo figlio naturale, al contrario il riconoscimento ufficiale di Leone quale suo figlio, avrebbe creato uno scandalo che poteva porre a rischio il suo potere imperiale ed anche la vita del piccolo: non era infatti desueto che i bizantini accecassero o castrassero gli aristocratici pretendenti al trono al sol fine di renderli inadatti a questa funzione, essendo il trono precluso a chi era portatore di "disabilità" come ciechi ed eunuchi.
Inaspettatamente nell'867 Basilio ordì una congiura ai danni dell'imperatore: Basilio temeva che Michele III volesse associare al trono un altro co-imperatore, il cortigiano Basilisciano, divenuto sempre più influente su Michele III. Così, il 25 settembre 867 Michele venne trucidato nel suo letto a colpi di spada dai soldati comandati da Basilio e morì all'età di 27 anni, dopo 25 anni di regno.
Benché per lungo tempo l'immagine di Michele III sia stata screditata per via della sua vita libertina, dissoluta e poco religiosa che gli costò il soprannome l'Ubriacone, tuttavia le moderne rivalutazioni storiche hanno consentito di tracciare un quadro dell'attività di Michele tutto sommato positivo: difatti, durante il suo regno fu fermata l'espansione araba ai danni delle province bizantine, furono incrementate le entrate dell'Erario malgrado si dicesse di lui che fosse uno spendaccione, furono vinti i Bulgari e poi cristianizzati, furono cristianizzati gli Slavi settentrionali del Khaganato cazaro e furono costretti a tributo gli Slavi meridionali che abitavano i Balcani. Inoltre, con Basilio I e Leone VI, la rinascita macedone garantirà un "secondo inizio" all'impero, ed in parte i meriti furono anche di Michele III, malgrado le sue scelte "poco ortodosse" con cui agì sempre per vie traverse.

## Galleria d'immagini

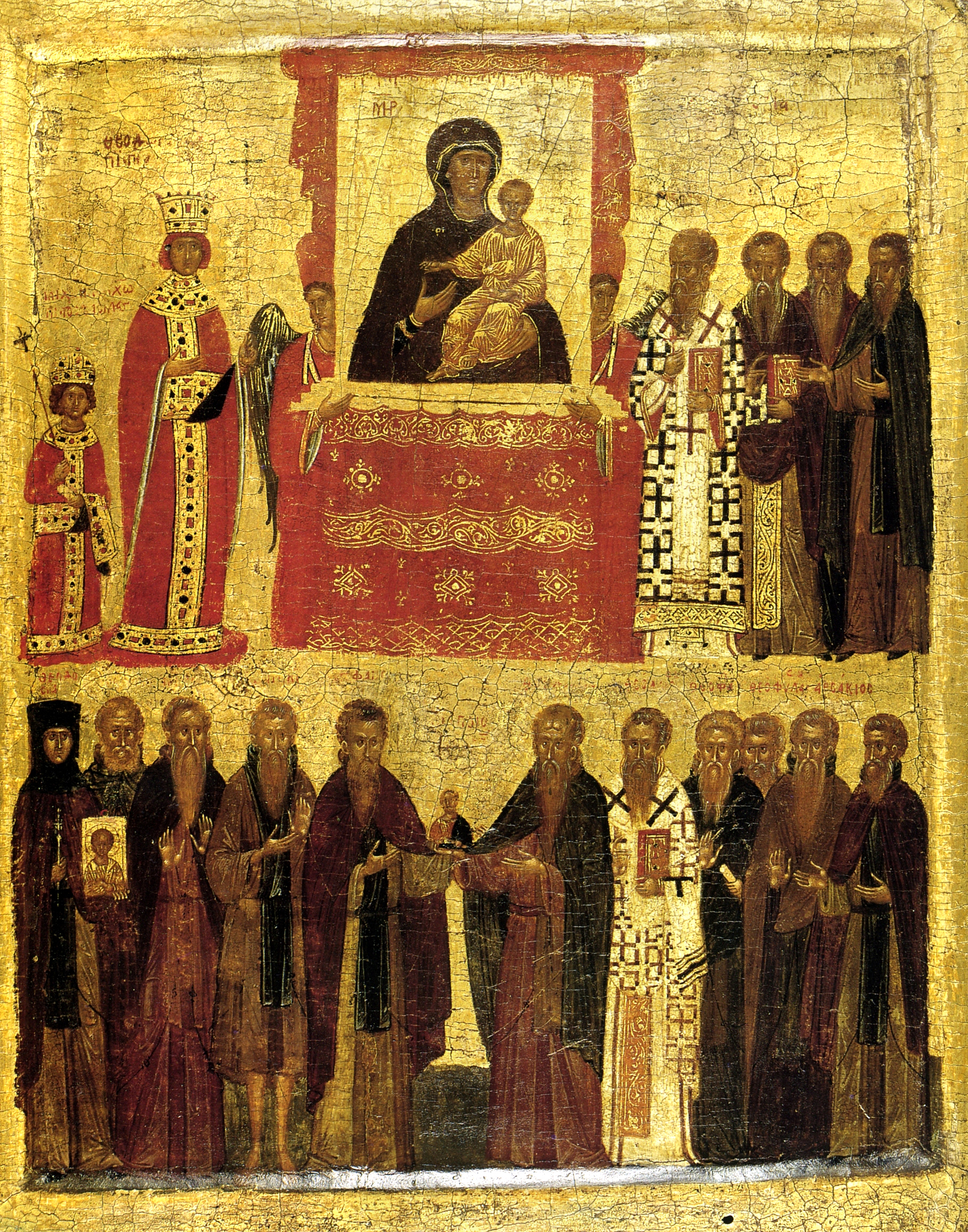
Il trionfo del culto delle icone, Michele III rappresentato con la madre Teodora.
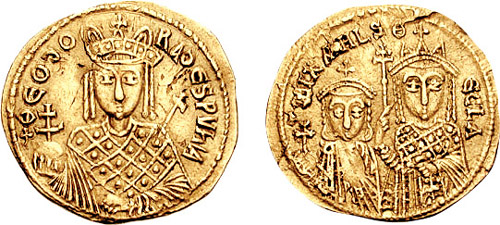
Solido di Michele III con sul retro la madre Teodora Armena e la sorella Tecla